# ست. هيلينا (كاليفورنيا)
ست. هيلينا (بالإنجليزية: St. Helena)‏ هي إحدى مدن مقاطعة نابا، كاليفورنيا. تم إعطاءها لقب مدينة في 24 مارس، 1876.

## التركيبة السكانية
حدّد مكتب تعداد الولايات المتحدة بيانات التركيبة السكانية لست. هيلينا في تعداد الولايات المتحدة. في ما يلي، التركيبة السكانية حسب تعدادي 2000 و2010.

### تعداد عام 2000
بلغ عدد سكان ست. هيلينا 5,950 نسمة بحسب تعداد عام 2000، وبلغ عدد الأسر 2,380 أسرة وعدد العائلات 1,482 عائلة مقيمة في المدينة. في حين سجلت الكثافة السكانية 452.1 نسمة لكل كيلومتر مربع (1,170.9/ميل2). وبلغ عدد الوحدات السكنية 2,707 وحدة بمتوسط كثافة قدره 205.7 لكل كيلومتر مربع (532.8/ميل2).
وتوزع التركيب العرقي للمدينة بنسبة 82.35% من البيض و0.44% من الأمريكيين الأفارقة و0.45% من الأمريكيين الأصليين و0.71% من الأمريكيين ذوي الأصول الآسيوية و0.17% من سكان جزر المحيط الهادئ و13.21% من الأعراق الأخرى و2.67% من عرقين مختلطين أو أكثر و28.42% من الهسبانيون أو اللاتينيون من أي عرق.
بلغ عدد الأسر 2,380 أسرة كانت نسبة 32.6% منها لديها أطفال تحت سن الثامنة عشر تعيش معهم، وبلغت نسبة الأزواج القاطنين مع بعضهم البعض 49.3% من أصل المجموع الكلي للأسر، ونسبة 9.6% من الأسر كان لديها معيلات من الإناث دون وجود شريك، بينما كانت نسبة 3.4% من الأسر لديها معيلون من الذكور دون وجود شريكة وكانت نسبة 37.7% من غير العائلات. تألفت نسبة 31.6% من أصل جميع الأسر من عدة أفراد يعيشون في نفس المنزل ونسبة 15.7% كانت تتألف من شخص يعيش بمفرده يبلغ من العمر 65 عاماً أو أكثر. وبلغ متوسط حجم الأسرة المعيشية 2.48، أما متوسط حجم العائلات فبلغ 3.19.
بلغ العمر الوسطي للسكان 39.9 عاماً. وكانت نسبة 25.1% من القاطنين تحت سن الثامنة عشر، وكانت نسبة 6.4% بين الثامنة عشر والرابعة والعشرين عاماً، ونسبة 26.2% كانت واقعةً في الفئة العمرية ما بين الخامسة والعشرين والرابعة والأربعين عاماً، ونسبة 24.9% كانت ما بين الخامسة والأربعين والرابعة والستين، ونسبة 16.5% كانت ضمن فئة الخامسة والستين عاماً فما فوق. يوجد لكل 100 أنثى 85.7 ذكر، ويوجد لكل 100 أنثى في الثامنة عشر من عمرها فما فوق 83.0 ذكر.
بلغ متوسط دخل الأسرة في المدينة 58,902 دولارًا، أما متوسط دخل العائلة فبلغ 68,831 دولارًا. وكان متوسط دخل الذكور 43,190 دولارًا مقابل 35,357 دولارًا للإناث. وسجل دخل الفرد الخاص بالمدينة 31,971 دولارًا. وكانت نسبة 5.7% من العائلات ونسبة 6.4% من السكان تحت خط الفقر، وكان من هؤلاء نسبة 8.1% تحت سن الثامنة عشر ونسبة 9.3% في الخامسة والستين من العمر وما فوق.

### تعداد عام 2010
بلغ عدد سكان ست. هيلينا 5,814 نسمة بحسب تعداد عام 2010، وبلغ عدد الأسر 2,401 أسرة وعدد العائلات 1,440 عائلة مقيمة في المدينة. في حين سجلت الكثافة السكانية 441.8 نسمة لكل كيلومتر مربع (1,144.3/ميل2). وبلغ عدد الوحدات السكنية 2,776 وحدة بمتوسط كثافة قدره 210.9 لكل كيلومتر مربع (546.2/ميل2).
وتوزع التركيب العرقي للمدينة بنسبة 77.83% من البيض و0.43% من الأمريكيين الأفارقة و0.60% من الأمريكيين الأصليين و1.69% من الأمريكيين ذوي الأصول الآسيوية و0.15% من سكان جزر المحيط الهادئ و16.82% من الأعراق الأخرى و2.48% من عرقين مختلطين أو أكثر و32.92% من الهسبانيون أو اللاتينيون من أي عرق.
بلغ عدد الأسر 2,401 أسرة كانت نسبة 28.9% منها لديها أطفال تحت سن الثامنة عشر تعيش معهم، وبلغت نسبة الأزواج القاطنين مع بعضهم البعض 46.6% من أصل المجموع الكلي للأسر، ونسبة 9.3% من الأسر كان لديها معيلات من الإناث دون وجود شريك، بينما كانت نسبة 4.1% من الأسر لديها معيلون من الذكور دون وجود شريكة وكانت نسبة 40% من غير العائلات. تألفت نسبة 33.5% من أصل جميع الأسر من عدة أفراد يعيشون في نفس المنزل ونسبة 17.1% كانت تتألف من شخص يعيش بمفرده يبلغ من العمر 65 عاماً أو أكثر. وبلغ متوسط حجم الأسرة المعيشية 2.38، أما متوسط حجم العائلات فبلغ 3.03.
بلغ العمر الوسطي للسكان 42.9 عاماً. وكانت نسبة 22% من القاطنين تحت سن الثامنة عشر، وكانت نسبة 7.8% بين الثامنة عشر والرابعة والعشرين عاماً، ونسبة 22.9% كانت واقعةً في الفئة العمرية ما بين الخامسة والعشرين والرابعة والأربعين عاماً، ونسبة 28% كانت ما بين الخامسة والأربعين والرابعة والستين، ونسبة 19.3% كانت ضمن فئة الخامسة والستين عاماً فما فوق. وتوزع التركيب الجنسي للسكان بنسبة 46.9% ذكور و53.1% إناث.

## المناخ
يظهر الجدول التالي التغييرات المناخية على مدار السنة لست. هيلينا:
| البيانات المناخية لـست. هيلينا          | البيانات المناخية لـست. هيلينا | البيانات المناخية لـست. هيلينا | البيانات المناخية لـست. هيلينا | البيانات المناخية لـست. هيلينا | البيانات المناخية لـست. هيلينا | البيانات المناخية لـست. هيلينا | البيانات المناخية لـست. هيلينا | البيانات المناخية لـست. هيلينا | البيانات المناخية لـست. هيلينا | البيانات المناخية لـست. هيلينا | البيانات المناخية لـست. هيلينا | البيانات المناخية لـست. هيلينا | البيانات المناخية لـست. هيلينا |
| الشهر                                   | يناير                          | فبراير                         | مارس                           | أبريل                          | مايو                           | يونيو                          | يوليو                          | أغسطس                          | سبتمبر                         | أكتوبر                         | نوفمبر                         | ديسمبر                         | المعدل السنوي                  |
| --------------------------------------- | ------------------------------ | ------------------------------ | ------------------------------ | ------------------------------ | ------------------------------ | ------------------------------ | ------------------------------ | ------------------------------ | ------------------------------ | ------------------------------ | ------------------------------ | ------------------------------ | ------------------------------ |
| الدرجة القصوى °ف (°م)                   | 83 (28)                        | 86 (30)                        | 95 (35)                        | 98 (37)                        | 107 (42)                       | 110 (43)                       | 115 (46)                       | 112 (44)                       | 113 (45)                       | 104 (40)                       | 93 (34)                        | 83 (28)                        | 115 (46)                       |
| متوسط درجة الحرارة الكبرى °ف (°م)       | 56.6 (13.7)                    | 61.1 (16.2)                    | 65.4 (18.6)                    | 71.5 (21.9)                    | 78.1 (25.6)                    | 85.0 (29.4)                    | 89.7 (32.1)                    | 88.9 (31.6)                    | 85.9 (29.9)                    | 77.3 (25.2)                    | 66.2 (19.0)                    | 57.6 (14.2)                    | 73.6 (23.1)                    |
| متوسط درجة الحرارة الصغرى °ف (°م)       | 36.4 (2.4)                     | 38.9 (3.8)                     | 40.3 (4.6)                     | 42.7 (5.9)                     | 46.7 (8.2)                     | 50.4 (10.2)                    | 52.1 (11.2)                    | 51.4 (10.8)                    | 49.1 (9.5)                     | 45.4 (7.4)                     | 40.3 (4.6)                     | 36.7 (2.6)                     | 44.2 (6.8)                     |
| أدنى درجة حرارة °ف (°م)                 | 16 (−9)                        | 21 (−6)                        | 24 (−4)                        | 27 (−3)                        | 31 (−1)                        | 36 (2)                         | 37 (3)                         | 38 (3)                         | 33 (1)                         | 23 (−5)                        | 23 (−5)                        | 11 (−12)                       | 11 (−12)                       |
| الهطول إنش (مم)                         | 7.60 (193)                     | 6.53 (166)                     | 4.32 (110)                     | 2.10 (53)                      | .85 (22)                       | .25 (6.4)                      | .03 (0.76)                     | .07 (1.8)                      | .29 (7.4)                      | 1.72 (44)                      | 3.93 (100)                     | 6.90 (175)                     | 34.59 (879.36)                 |
| متوسط أيام هطول الأمطار (≥ .01 in)      | 12                             | 11                             | 9                              | 6                              | 4                              | 1                              | 0                              | 1                              | 1                              | 4                              | 8                              | 11                             | 66                             |
| متوسط الأيام الممطرة (≥ .1 in)          | 9                              | 8                              | 7                              | 4                              | 2                              | 1                              | 0                              | 0                              | 1                              | 3                              | 5                              | 8                              | 47                             |
| المصدر: Western Regional Climate Center |                                |                                |                                |                                |                                |                                |                                |                                |                                |                                |                                |                                |                                |

## أعلام
- مايك تومسون
- بيلي أور
- تيري إرفين
- فرانك ك. ريتشاردسون
- كارل أوسبورن